# 南亚硬叶兰
南亚硬叶兰（学名：Cymbidium bicolor sp. bicolor）为兰科兰属下的一个亚种。种名和变种名 bicolor 意为“二色的”。